# Red Lights (canción)
«Red Lights» es una canción realizada por el DJ y productor neerlandés Tiësto. Cuenta con la colaboración, aunque sin acreditar, del cantante y compositor sueco Michel Zitron, quién coescribió la canción junto a Wayne Hector, Carl Falk, Rami Yacoub, Måns Wredenberg y el mismo Tiësto. Fue lanzado el 13 de diciembre de 2013 como el primer sencillo del quinto álbum de estudio de Tiësto, A Town Called Paradise lanzado en junio de 2014. Esta canción significó un cambio musical con respecto a las anteriores producciones de Tiësto, ya que marca un alejamiento definitivo de su marca registrada, el sonido trance y se lo ve experimentando con nuevos géneros a través de la incorporación de elementos acústicos en su música, lo que pone de manifiesto su capacidad de adaptarse al mercado del EDM, en plena masividad.
Fue estrenado el 29 de noviembre de 2013 en la BBC Radio 1 y el lanzamiento de la canción coincidió con el ingreso de Tiësto a la discográfica Republic Records y su anuncio de planes para lanzar un nuevo álbum en 2014. Alcanzó la sexta ubicación en la lista de sencillos del Reino Unido y se ubicó en el top 10 de Australia, Suecia, Noruega e Irlanda. Además, es el primer sencillo de Tiësto en ingresar en el Billboard Hot 100 de los Estados Unidos, llegando a alcanzar el número 56.

## Video musical
El video musical fue dirigido por Skinny y rodado en Las Vegas. En él, empieza mostrando a una camarera de un pequeño bar al costado de la ruta. En el mismo, ingresa una amiga de ésta acompañada de dos motoqueros, en la que parece proponerle escapar de su rutina para desembarcar en Las Vegas. Mientras realizan una serie de trabajos en un lavadero de autos y de ropa, reúnen dinero para cumplir su sueño. Este se hace realidad cuando finalmente asisten al club Hakkasan para disfrutar del concierto que protagonizará Tiësto.

## Lista de canciones
| Descarga digital |              |          |  |
| N.º              | Título       | Duración |  |
| 1.               | «Red Lights» | 4:23     |  |

| Descarga digital (Remixes) |                                  |          |  |
| N.º                        | Título                           | Duración |  |
| 1.                         | «Red Lights» (Versión extendida) | 6:00     |  |
| 2.                         | «Red Lights» (Afrojack Remix)    | 5:33     |  |
| 3.                         | «Red Lights» (twoloud Remix)     | 5:49     |  |
| 4.                         | «Red Lights» (Fred Falke Remix)  | 6:43     |  |
| 5.                         | «Red Lights» (Blame Remix)       | 4:17     |  |

## Posicionamiento en listas y certificaciones
| País            | Lista (2014)            | Mejor posición |
| --------------- | ----------------------- | -------------- |
| Alemania        | Media Control AG        | 29             |
| Australia       | ARIA Charts             | 8              |
| Austria         | Ö3 Austria Top 40       | 36             |
| Bélgica         | Ultratip flamenca       | 32             |
| Bélgica         | Ultratip valona         | 20             |
| Canadá          | Canadian Hot 100        | 41             |
| Escocia         | Scottish Singles Top 40 | 1              |
| Eslovaquia      | Radio Top 100 Chart     | 46             |
| Estados Unidos  | Billboard Hot 100       | 56             |
| Estados Unidos  | Pop Songs               | 17             |
| Estados Unidos  | Hot Dance Airplay       | 1              |
| Estados Unidos  | Hot Dance Club Songs    | 2              |
| Estados Unidos  | Dance/Electronic Songs  | 5              |
| Finlandia       | OFC                     | 11             |
| Francia         | SNEP Charts             | 156            |
| Hungría         | Single Top 20           | 20             |
| Irlanda         | Irish Singles Chart     | 3              |
| Noruega         | VG-lista                | 5              |
| Países Bajos    | Dutch Top 40            | 22             |
| Reino Unido     | UK Singles Chart        | 6              |
| Reino Unido     | UK Dance Chart          | 2              |
| República Checa | Radio Top 100 Chart     | 83             |
| Suecia          | Sverigetopplistan       | 9              |
| Suiza           | Schweizer Hitparade     | 74             |

| País           | Lista (2014)               | Posición | Ref.   |
| -------------- | -------------------------- | -------- | ------ |
| Australia      | ARIA Singles Chart         | 99       | [ 23 ] |
| Estados Unidos | Billboard Dance Club Songs | 20       | [ 24 ] |
| Países Bajos   | Nederlandse Top 40         | 80       | [ 25 ] |

### Certificaciones
| País           | Organismo certificador | Certificación | Simbolización | Ventas  | Ref.   |
| -------------- | ---------------------- | ------------- | ------------- | ------- | ------ |
| Australia      | ARIA                   | Platino       | ▲             | 70 000  | [ 26 ] |
| Canadá         | Music Canada           | Oro           | ●             | 40 000  | [ 27 ] |
| Estados Unidos | RIAA                   | Oro           | ●             | 500 000 | [ 28 ] |
| Reino Unido    | BPI                    | Plata         | ♦             | 200 000 | [ 29 ] |
| Suecia         | IFPI Suecia            | Oro           | ●             | 20 000  | [ 30 ] |

|}